# Ewangelicki Kościół Kamerunu
Ewangelicki Kościół Kamerunu (fr. Eglise Evangélique du Cameroun) – największy kościół protestancki i drugi chrześcijański w Kamerunie. Początki kościoła sięgają misji z Londynu, Bazylei i Paryża w latach 1843-1957. W 1957 roku kościół stał się samodzielny i autonomiczny. Kościół jest członkiem Światowej Wspólnoty Kościołów Reformowanych. Siedziba kościoła znajduje się w Duala.
Według danych statystycznych kościoła posiada 2.500.000 wiernych w ponad 700 parafiach. Oprócz tego kościół posiada 200 szkół i przedszkoli, 14 uczelni i 1 uniwersytet. Także prowadzi 15 szpitali i 40 ośrodków zdrowia.